# Ручейки (Новгородская область)
Ручейки — деревня в Холмском районе Новгородской области, входит в Красноборское сельское поселение. Площадь территории относящейся к деревне — 23 га.
Деревня расположена на левом берегу реки Тупиченка, к северу от административного центра поселения — деревни Красный Бор, на автодороге Красный Бор — Замошье — Фрюнино. Ручейки находятся на высоте 60 м над уровнем моря.

## История
В средневековье деревня Ручей относилось к Лазаревскому стану Холмского погоста Деревской пятины Новгородской земли. Согласно переписной книге Федора Кутузова 1710 года сельцом Ручьи Лазаревского стана Холмского уезда Петербургской губернии владел помещик Митрофан Яковлевич Полибин. С 1727 года в составе Холмского уезда Великолуцкой провинции Новгородской губернии, с 1772 года Псковской губернии, затем с 1777 годаПсковского наместничества, затем с 1796 года новой Псковской губернии в Великолуцком уезде, с 1802 года в восстановленном Холмском уезде. С 1924 года в составе Холмской волости. С 1927 года в составе Холмского района Великолукского округа Ленинградской области (до 1929 года), затем Западной области, с 1935 года в составе Калининской области, с 1944 в составе Великолукской области, с 1957 года Псковской области, с 1958 года Новгородской области.

## Население
Постоянное население деревни — 23 чел. (2009), хозяйств — 14.
| 2010 |
| ---- |
| 17   |